# Green Island (Hawaii)
Green Island (dt. Grüne Insel) ist die Hauptinsel des Kure-Atolls, des nördlichsten Atolls der Welt, im US-Bundesstaat Hawaii im nördlichen Pazifischen Ozean. Sie bildet das Ende der hawaiianischen Inseln und gehört zum Honolulu City and County.
Mit einer Fläche von 78 Hektar vereint die Insel den Großteil der gesamten Landfläche des Atolls (86 ha) auf sich. Die einzige weitere benannte Insel ist Sand Island im Westen. Green Island befindet sich im Südosten des Atolls. Die Lagunenseite ist 2 km nahezu gerade, während die Meeresseite für 2,5 km annähernd einen Viertelkreis beschreibt. Die Insel ist rundum von Strand gesäumt. Die maximale Strecke von der einen zur anderen Seite beträgt 640 m. Der nördlichste Punkt Green Islands heißt North Point, der westlichste Punkt West Point. Die Lagune direkt vor der Küste wird Shallow Lagoon genannt. Hinter dem West Point liegen in etwa 1,2 km Entfernung zwei kleine Inseln, nochmal die gleiche Entfernung dahinter befindet sich Sand Island. 400 m hinter Sand Island und 3,6 km von Green Island entfernt findet sich eine weitere kleine Insel. Diese Landmassen bilden die gesamte Landfläche des Kure-Atolls. Die nächste größere Landmasse sind die Midwayinseln, 91 km im Westen und leicht südlich. Green Island ist sechs Meter hoch.

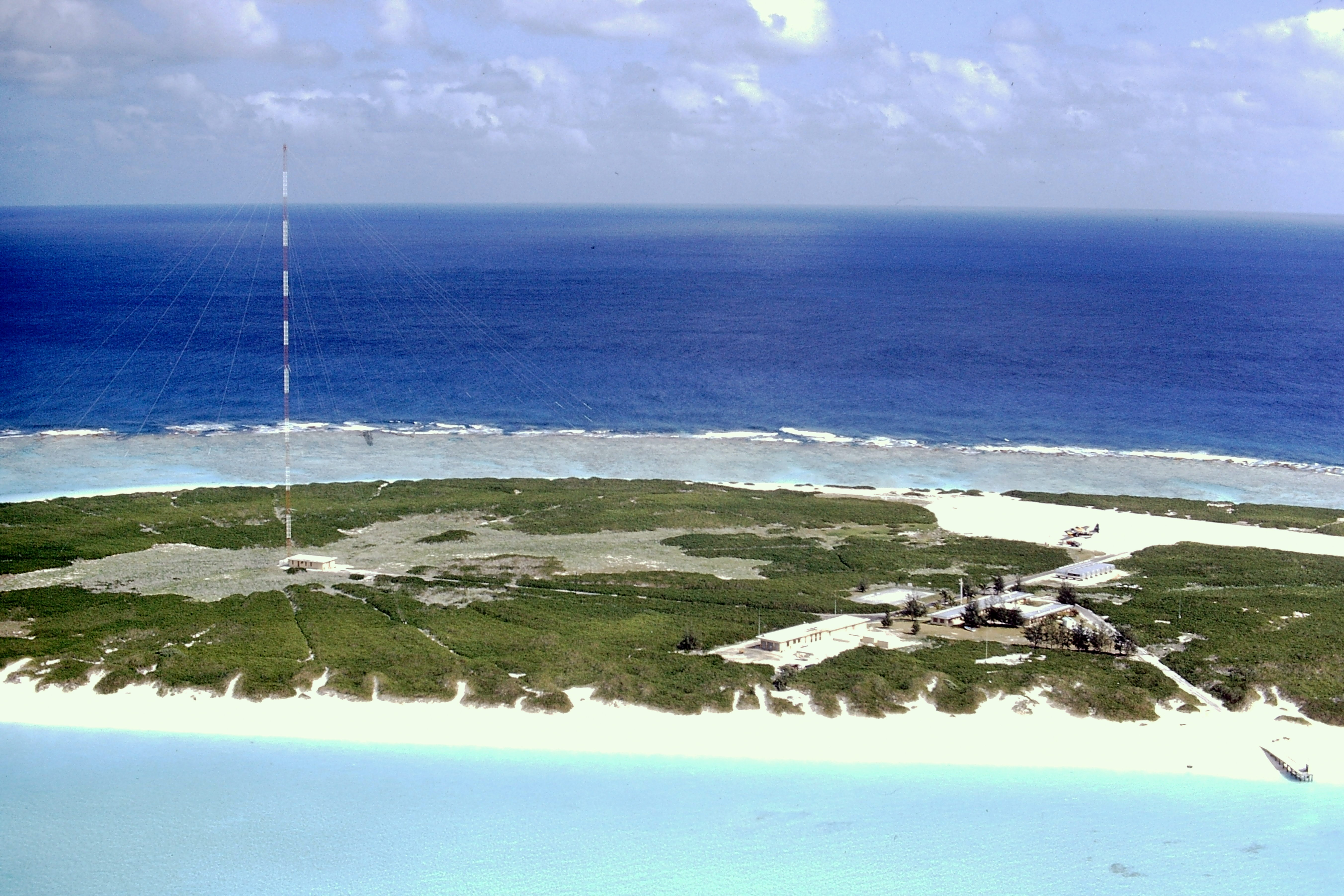
Die LORAN-Station 1971

Green Island hat keine ständigen Bewohner, wird aber ab und zu vom United States Fish and Wildlife Service aufgesucht. Es existiert eine 1,2 km lange befestigte Landebahn, die fast den gesamten südlichen Teil der Insel einnimmt, aber nicht mehr benutzt werden kann. Schon mehrmals mussten Schiffbrüchige von der Insel gerettet werden. Bis 1992 befand sich auf Green Island eine LORAN-Funknavigationsstation der US Coast Guard; dafür bestehen fünf Gebäude und eine Straße auf der Insel. Auf ihr leben hunderttausende Seevögel und Robben, daher ist sie geschützt und darf nur zu Forschungszwecken mit Genehmigung des USFWS betreten werden. Es gab schon mehrere Expeditionen von Funkamateuren auf die Insel. Seit 1993 wurde sie renaturalisiert. Das 1998 vor der Ostküste gestrandete Schiff Paradise Queen II verlor etwa 15.000 Liter Diesel, was langwierige Folgen für die Fauna nach sich zog.
Der North Point der Insel auf 28° 24′ 5″ N, 178° 17′ 19″ W ist der nördlichste Landpunkt Hawaiis und somit ganz Ozeaniens bzw. des Kontinents Australien und Ozeanien. Damit ist Green Island die nördlichste Insel im Zentralpazifik sowie die nördlichste nicht im weitesten Sinne vor einer Landmasse gelegene des Ozeans.